# Promień atomowy
Promień atomowy – umowna odległość najdalej położonych elektronów występujących w danym atomie od jądra tego atomu, ustalana teoretycznie dla atomów uczestniczących w hipotetycznych wiązaniach chemicznych.
Promienie atomowe są w odróżnieniu od rzeczywistych promieni walencyjnych ustalane na drodze teoretycznych obliczeń kwantowo-mechanicznych, a nie rzeczywistych danych eksperymentalnych, stąd, mimo że ich definicja jest bardzo podobna, ich wartości mogą się nieco różnić. Współcześnie przyjmowane wartości promieni kowalencyjnych większości pierwiastków o l.a. ≤ 96 zostały wyznaczone z danych krystalograficznych w roku 2008.
Promień atomowy w grupach układu okresowego pierwiastków rośnie z góry na dół w wyniku obsadzania przez elektrony kolejnych powłok. W okresach promień atomowy maleje od lewej do prawej (od reguły tej są jednak wyjątki) z powodu rosnącego ładunku jądra i związanego z tym silniejszego przyciągania elektronów, co skutkuje mniejszym promieniem. 
Porównanie promieni walencyjnych i atomowych dla kilku wybranych atomów (Å):
| Atom | Promień walencyjny | Promień atomowy |
| N    | 0,7                | 0,71            |
| P    | 1,1                | 1,15            |
| S    | 1,04               | 1,04            |
| I    | 1,33               | 1,35            |